# Arthur Hoffmann
Arthur E. Hoffmann (Danzica, 10 dicembre 1887 – Amburgo, 6 aprile 1932) è stato un velocista e lunghista tedesco.

## Biografia
Nel 1908 prese parte ai Giochi olimpici di Londra: si classificò quindicesimo nel salto in lungo, mentre nelle gare dei 100 e 200 metri piani non superò le fasi di qualificazione, sebbene si piazzò in entrambi i casi secondo in batteria. Vinse la medaglia d'argento nella staffetta olimpica (200 + 200 + 400 + 800 metri) con Hans Eicke, Otto Trieloff e Hanns Braun: Hoffmann corse la prima frazione di 200 metri.
Lo stesso anno fu campione tedesco dei 100 metri piani e del salto in lungo.
Dopo la carriera agonistica divenne insegnante di educazione fisica e giornalista scrivendo per diversi quotidiani e riviste specializzate tedeschi. Successivamente aprì un negozio di attrezzature sportive ad Amburgo.

## Palmarès
| Anno | Manifestazione  | Sede   | Evento             | Risultato     | Prestazione | Note |
| ---- | --------------- | ------ | ------------------ | ------------- | ----------- | ---- |
| 1908 | Giochi olimpici | Londra | 100 metri piani    | elim. qualif. | 11"4 s      |      |
| 1908 | Giochi olimpici | Londra | 200 metri piani    | elim. qualif. | 23"5 s      |      |
| 1908 | Giochi olimpici | Londra | Staffetta olimpica | Argento       | 3'32"4      |      |
| 1908 | Giochi olimpici | Londra | Salto in lungo     | 15º           | 6,50 m      |      |

## Campionati nazionali
- 1 volta campione tedesco dei 100 metri piani (1908)
- 1 volta campione tedesco del salto in lungo (1908)